# Cheval de dressage français
 (janvier 2023).
Le cheval de dressage français est un registre généalogique (stud-book) de chevaux sélectionnés sur leur aptitude au sport équestre du dressage, issus d'une sélection française démarrée durant les années 1980. Ce registre est ouvert en 2020 aux nouvelles inscription de chevaux issus de croisements avec le Lusitanien. Un cheval de dressage français doit comporter plus de 12,5 % d'origine Lusitanien, sans être pour autant un pur Lusitanien. 

## Histoire
D'après Sylvain Massa, l'idée de sélectionner cette race lui est venue durant les années 1970, en observant les chevaux de race Lusitanien en compétition de dressage, et en constatant qu'ils manquent de propulsion. Il acquiert sa première jument en 1979, et élève en pure race lusitanienne pendant une quinzaine d'années. Il croise ensuite sa jumenterie sélectionnée sur la discipline du dressage avec des étalons hollandais, allemands et belges, afin d'augmenter la propulsion. 
Les croisements entre le Lusitanien et d'autres races deviennent de plus en plus fréquents, passant d'une dizaine par an dans les années 2000, à une centaine annuellement en 2020. D'après l'éleveur Philippe Ferrand, c'est probablement l'acquisition de ces chevaux de dressage de croisements par des acheteurs non-français qui a motivé la création d'un stud-book spécifique. Les éleveurs français inscrivent jusqu'alors les chevaux issus de ces croisements au stud-book du cheval portugais de sport (CPD) ou en Origines constatées, ce qui ne permet pas d'identifier ces chevaux comme issus d'élevages situés en France.
Le registre généalogique du cheval de dressage français (abrégé CDF) est officiellement agréé par le Ministère de l’Agriculture le 17 juin 2020,. En septembre 2024, ce registre est officiellement reconnu par la WBFSH, ce qui permet à ses représentants d'être reconnus en compétition internationale officielle.

## Description
Le cheval de dressage français est comparé au cheval portugais de sport (CPD), issu comme lui de croisements entre le Lusitanien et d'autres races. D'après la présidente de France Dressage Caroline Rioche, la différence entre ces deux races porte sur le fait que le cheval de dressage français est sélectionné spécifiquement sur la discipline du dressage.

### Sélection
La sélection est conduite par l'Association française du cheval de dressage. Pour être admis au stud-book CDF, un cheval doit avoir 12,5 % d'origines lusitaniennes ou plus, et être issu de reproducteurs approuvés dans la discipline du dressage.

## Utilisations
Comme son nom l'indique, le cheval de dressage français est sélectionné sur son aptitude au dressage. Cependant, une partie de ces chevaux sont vendus à des cavaliers amateurs.  

## Diffusion de l'élevage
L'élevage du CDF est pratiqué en France par des élevages tels que l'élevage Massa, le Haras de la Gesse, le Haras du Coussoul et le Haras des Frette. Le CDF a notamment été présenté au public lors du salon Equita'Lyon de 2021.